# Фарід Мюррей Абрагам
Фа́рід Мю́ррей А́брагам (англ. Fahrid Murray Abraham; нар. 24 жовтня 1939, Піттсбург) — американський актор, лауреат премій «Оскар», «Золотий глобус» та інших; найбільш відомий за роллю Антоніо Сальєрі у фільмі «Амадей» (1984), за ролями у фільмах «Обличчя зі шрамом» та «Знайти Форрестера», а також у серіалі «Батьківщина» (2012—2018).

## Раннє життя
Народився Мюррей Абрахам 24 жовтня 1939 року в Піттсбурзі, штат Пенсільванія, син Фахріда «Фреда» Абрахама, автомеханіка, і його дружини Жозефіни (уродженої Стелло) (15 квітня 1915 — 10 березня 2012), Мюррей описував себе як сирійський американець. Його батько емігрував з родиною з Муклуса, Османська Сирія, невеликого села в Долині Християн, у віці п'яти років через голод на горі Ліван; його дід по батьковій лінії був священиком у Грецькій православній церкві Антіохії. У нього було два молодших брати, Роберт і Джек, які загинули в різних автокатастрофах.

## Фільмографія
- 1973 — Серпіко
- 1976 — Вся президентська рать
- 1983 — Обличчя зі шрамом
- 1984 — Амадей
- 1986 — Ім'я троянди
- 1991 — Шпагою
- 1993 — Заряджена зброя 1
- 1993 — Витончене вбивство
- 1993 — Останній кіногерой
- 1994 — Гра на виживання
- 1994 — Нострадамус
- 1995 — Діллінджер і Капоне
- 1996 — Малюк Нельсон
- 1998 — Зоряний шлях: Повстання
- 2000 — Знайти Форрестера
- 2002 — Годинниковий механізм
- 2004 — Міст короля Людовика Святого
- 2006 — Розслідування
- 2007 — Криваві джунглі
- 2011—2014 — Гарна дружина
- 2013 — Одним менше
- 2013 — Всередині Л'юіна Девіса
- 2014 — Готель «Гранд Будапешт»
- 2018 — Острів собак
- 2019 — Леді та Блудько
- 2012—2018 — Батьківщина
- 2019 — Леді та Блудько / Lady and the Tramp
- 2020—2021 — Мітичний квест: Бенкет круків
- 2021 — Побачене та почуте / Things Heard & Seen
- 2022 — Місячний лицар
- 2025 — Фінікійська схема